# إنسانوية علمانية
الإنسانوية العَلمانية هي فلسفة أو فلسفة الحياة التي تحتضن العقل البشري والأخلاق العلمانية والطبيعانية الفلسفية مع رفض العقائد الدينية والخارقة للطبيعة والخرافات بصورة أكثر تحديدًا كأساس للأخلاق وصنع القرارات.
تفترض الإنسانية العلمانية أن الكائنات البشرية قادرة على أن تكون أخلاقية وأدبية دون الدين أو الإيمان بالإله. ومع ذلك، فهي لا تفترض أن البشر بطبيعتهم إما أخيار أو أشرار ولا تقدم البشر على أنهم متفوقون على الطبيعة. بدلًا من ذلك، تؤكد فلسفة الحياة الإنسانية على المسؤولية الفريدة التي تواجه البشرية والعواقب الأخلاقية للقرارات الإنسانية.
إن المبدأ الأساسي لمفهوم الإنسانية العلمانية هو وجهة النظر الراسخة بشدة والتي مفادها أن الإيديولوجية سواء كانت دينية أو سياسية يجب أن تُفحص بدقة من قبل كل فرد وليس بمجرد قبولها أو رفضها على أساس الإيمان. إلى جانب ذلك، يتمثل جزء أساسي من الإنسانية العلمانية في تكييف البحث عن الحقيقة بشكل مستمر عن طريق العلم والفلسفة بشكل أساسي. ويستمد العديد من الإنسانيون قواعدهم الأخلاقية من فلسفة النفعية أو الطبيعانية الأخلاقية أو الأخلاق التطويرية ويدافع البعض عن علم الأخلاق.
إن منظمة الإنسانيين الدولية هي اتحاد عال يضم أكثر من مئة منظمة إنسانية وعقلانية ولا دينية وإلحادية وإشراقية وعلمانية وثقافية أخلاقية وحرية فكرية في أكثر من 40 دولة. ويُعرّف «الإنسان السعيد» بأنه الرمز الرسمي للإنسانية دوليًا والذي تستخدمه المنظمات الإنسانية العلمانية في جميع أنحاء العالم. ويُقدر عدد الذين يسمون أنفسهم إنسانيين بين أربعة وخمسة ملايين شخص في جميع أنحاء العالم.

## المصطلح
لتطور معنى عبارة «الإنسانية العلمانية» مع مرور الوقت. واستُخدمت هذه العبارة على الأقل منذ ثلاثينيات القرن العشرين من قبل الكهنة الأنجليكانيين، وذُكر أن مطران كانتربري آنذاك ويليام تيمبل حذر من أن «التقاليد المسيحية تتعرض لخطر أن تقوضها «الإنسانية العلمانية» التي كانت تأمل في الاحتفاظ بالقيم المسيحية دون إيمان مسيحي». تبنى بعض الإنسانيين ممن اعتبروا أنفسهم معاديين للدين هذا المصطلح خلال الستينيات والسبعينيات من القرن العشرين وكذلك أولئك الذين اتبعوا نهجًا غير ديني رغم أنهم لا ينتقدون الدين بأشكاله المختلفة.
إن صدور «الإعلان الإنساني العالمي» في عام 1980 من قبل مجلس الشؤون الإنسانية الديمقراطية والعلمانية الذي شُكّل حديثًا (كوديش، أصبح الآن مجلس الإنسانية العلمانية)، أعطى الإنسانية العلمانية هوية تنظيمية داخل الولايات المتحدة.
ومع ذلك، فإن العديد من أتباع هذا النهج يرفضون استخدام كلمة العلمانية بسبب كونها غامضة ومثيرة للالتباس، ويرون أن مصطلح «الإنسانية العلمانية» تمت شيطنته من قبل اليمين الديني، فكثيرًا ما تختزل الإنسانية العلمانية في كونها نظرة عقيمة تنطوي على ما يزيد بقليل عن العلمانية التي توسعت بعض الشيء بفعل الأخلاقيات الأكاديمية. وهذا النوع من «الإنسانية الموصولة» يصبح بسهولة متعلقًا بالوصف أكثر مما يتعلق بفحواه. ويعتبر أتباع هذه النظرة بما في ذلك منظمة الإنسانيين الدولية والجمعية الإنسانية الأمريكية أنه ينبغي استخدام كلمة الإنسانية غير المعدلة وإنما مع أحرف كبيرة.
إن موافقة الاتحاد الدولي الإنساني والأخلاقي IHEU على تكبير حروف كلمة الإنسانية وإسقاط أي صفة أخرى مثل العلمانية، أمر حديث بالفعل. فقد بدأت الجمعية الإنسانية الأمريكية في تبني هذا الرأي في عام 1973، وأيد الاتحاد IHEU الموقف رسميًا في عام 1989. واعتمدت الجمعية العامة للاتحاد الدولي الإنساني والأخلاقي IHEU بالإجماع إعلان أمستردام في عام 2002 الذي يمثل البيان الرسمي المحدد للإنسانية العالمية للإنسانيين. ويستخدم هذا الإعلان حصرًا مصطلح «الإنسانية» و«الإنساني» بأحرف كبيرة، والذي يتسق مع الممارسة العامة والتوصيات الصادرة عن الاتحاد الدولي الإنساني والأخلاقي لتعزيز هوية إنسانية موحدة.
من أجل زيادة تعزيز الهوية الإنسانية، فإن هذه الكلمات أيضًا خالية من أي صفة، كما أوصى بذلك أعضاء بارزون في الاتحاد IHEU. وهذا الاستخدام ليس عالميًا بين المنظمات الأعضاء في الاتحاد IHEU، وإن كان معظمها يراعي هذه الاتفاقيات.

## التاريخ
يرتبط الاستخدام التاريخي لمصطلح الإنسانية (الذي ينعكس في بعض الاستخدامات الأكاديمية الحالية) بكتابات الفلاسفة ما قبل سقراط. فُقدت هذه الكتابات في المجتمعات الأوروبية حتى أعاد علماء عصر النهضة اكتشافها من خلال مصادر إسلامية وترجمتها من العربية إلى اللغات الأوروبية. وهكذا فإن المصطلح الإنساني يمكن أن يعني عالمًا في مجال العلوم الإنسانية، كما ويشير إلى مثقفي عصر التنوير/ عصر النهضة، وأولئك الذين اتفقوا مع ما قبل سقراط على أنهم متميزون عن الإنسانيين العلمانيين.

### العلمانية
صاغ جورج هوليوك مصطلح «العلمانية» في عام 1851 لوصف «شكل من أشكال الرأي الذي لا يتعلق إلا بالمسائل والقضايا التي يمكن اختبارها من خلال تجربة هذه الحياة».
تتجمع الحركة العلمانية الحديثة حول هوليوك وتشارلز برادلو ودائرتهم الفكرية. يعود تاريخ أول مجتمع علماني (مجتمع ليستر العلماني) إلى عام 1851. وقد اجتمعت جمعيات إقليمية مماثلة لتشكيل الجمعية العلمانية الوطنية في عام 1866.

### الفلسفةالوضعيةوكنيسة الإنسانية
تأثرت علمانية هوليوك بشدة بأوغست كومت مؤسس الوضعية وعلم الاجتماع الحديث. واعتقد كومت أن تاريخ البشرية سيتقدم في «قانون من ثلاث مراحل» من المرحلة اللاهوتية إلى (الميتافيزيقية)، نحو مجتمع (وضعي) كامل العقلانية. وحاول كومت في مراحل متقدمة من عمره إدخال (دين الإنسانية) في ظل تزايد الشعور المعادي للدين والقلق الاجتماعي في فترة الثورة الفرنسية. وهذا الدين سوف يؤدي بالضرورة الدور الوظيفي والمترابط الذي كان قد خدمه الدين الخارق للطبيعة ذات مرة.
ورغم أن الحركة الدينية لكومت لم تنجح في فرنسا إلا أن الفلسفة الوضعية للعلوم نفسها لعبت دورًا رئيسيًا في انتشار المنظمات العلمانية في القرن التاسع عشر في إنجلترا. زار ريتشارد كونجريف باريس بعد فترة وجيزة من الثورة الفرنسية عام 1848 حيث التقى أوغست كومت وتأثر بشدة بنظامه الوضعي. وقد أسس جمعية الوضعية في لندن في عام 1867 والتي جذبت فريدريك هاريسون وإدوارد سبنسر بيزلي وفيرنون لوشينغتون وجيمس كوتر موريسون من بين آخرين.
أنشأت الجمعية كنيسة الإنسانية في عام 1878 تحت إدارة كونجريف. وهناك قدّموا قرابين للدين الإنساني ونشروا ترجمة تعاونية عن سياسة كومت الوضعية. وعندما تنصّل كونجريف من رفاقه المعتنقين للدين ذاته في باريس عام 1878 شكًل بيزلي وهاريسون وبريدجز وغيرهم مجتمعهم الوضعي الخاص وعُيّن بيزلي رئيسًا وافتتح مركزًا منافسًا يدعى نيوتون هول، في الفناء مقابل شارع فليت.
وقد أنشأ هنري إدجر المهاجر الإنجليزي نسخة من الكنيسة في مدينة نيويورك. النسخة الأمريكية من «كنيسة الإنسانية». والتي كانت على نموذج الكنيسة الإنجليزية إلى حد كبير. ولم تكن الكنيسة ملحدة كمثيلتها من النسخة الإنجليزية ولها خُطب ومناسك مقدّسة. شملت خدماتها في بعض الأحيان قراءات من أعمال دينية إنكليزية مثل كتاب (سفر) إشعيا. ولم تكن بنفس أهمية الكنيسة في إنجلترا ولكنها ضمت العديد من الأشخاص المثقفين.

## الحركة الأخلاقية
كان من النذائر المهمة الأخرى في القرن التاسع عشر الحركة الأخلاقية. وتأسست الجمعية الأخلاقية للمناطق الجنوبية في عام 1793 باسم كنيسة المناطق الجنوبية في ميدان فينسبيري على حافة مدينة لندن وكانت تعرف باسم (الملتقى الثوري) في أوائل القرن التاسع عشر. وكانت كنيسة توحيدية في ذلك الوقت. وكانت هذه الحركة مثل الكويكرز لدعم المساواة بين الإناث.
قدمت الكنيسة منبرها للنشطاء مثل آنا ويلر تحت قيادة الكاهن ويليام جونسون فوكس وكانت آنا ويلر واحدة من أوائل النساء اللواتي يناصرن من أجل الحركة النسائية في الاجتماعات العامة في إنجلترا والتي تحدثت عن حقوق المرأة في عام 1829. غيرت الكنيسة اسمها إلى الجمعية الأخلاقية للمناطق الجنوبية وأصبح اسمها الآن جمعية كونواي هول الأخلاقية. تعرّف جمعية كونواي هول نفسها صراحةً على أنها منظمة إنسانية، وإن كانت منظمة تركز في المقام الأول على الحفلات الموسيقية والفعاليات والحفاظ على مكتبتها ومحفوظاتها الإنسانية. ووصفت نفسها بأنها (المعلم البارز للحياة الفكرية والسياسية والثقافية المستقلة في لندن).
دُعمت الحركة الأخلاقية في أمريكا من قبل فيليكس أدلر الذي أسس جمعية نيويورك للثقافة الأخلاقية في عام 1877. ثم ظهرت مجتمعات مماثلة في فيلادلفيا وشيكاغو وسانت لوين بحلول عام 1886.
وقد اعتمدت هذه المجتمعات جميعها نفس بيان المبادئ:
- الاعتقاد بأن الأخلاق مستقلة عن اللاهوت.
- التأكيد على أن هناك مشاكل أخلاقية جديدة نشأت في المجتمع الصناعي الحديث الذي لم تعالجه ديانات العالم معالجة كافية.
- وجوب الانضمام للأعمال الخيرية في النهوض بالأخلاق.
- الاعتقاد بأن الإصلاح الذاتي ينبغي أن يسير في طريق الإصلاح الاجتماعي.
- إنشاء حكم جمهوري بدلًا من الحكم الملكي في المجتمعات الأخلاقية.
- الاتفاق على أن تعليم الشباب هو الهدف الأكثر أهمية.

في الواقع، استجابت الحركة للأزمة الدينية في ذلك الوقت من خلال استبدال اللاهوت بأخلاقيات نقية وكانت تهدف إلى «تجريد الأفكار الأخلاقية عن العقائد الدينية والأنظمة الميتافيزيقية والنظريات الأخلاقية وذلك لجعلها قوة مستقلة في الحياة الشخصية والعلاقات الاجتماعية.» وكان أدلر ينتقد التركيز الديني على العقيدة اعتقادًا منه أنها مصدر التعصب الطائفي. وبالتالي حاول تقديم زمالة عالمية مجردة من الطقوس الدينية والاحتفالات لأولئك الذين كانوا سينقسمون على خلاف العقائد. وتبنت الحركة موقفًا محايدًا من المعتقدات الدينية في ذلك الوقت ولم تدعُ إلى الإلحاد ولا إلى التوحيد أو اللا أدرية أو الإلهية.
وقد تأسست أول جمعية أخلاقية في هذا الاتجاه في بريطانيا في عام 1886. وشكلت جمعيات لندن الأربع اتحاد الجمعيات الأخلاقية، وكان هناك أكثر من خمسين جمعية في بريطانيا العظمى في الفترة ما بين عامي 1905 و1910، سبعة عشر منها تابعة للاتحاد. وسيُدمج اتحاد الجمعيات الأخلاقية لاحقًا ليصبح الاتحاد الأخلاقي وهي مؤسسة خيرية مسجلة في عام 1928. وأُعيدت تسميتها لاسم الجمعية الإنسانية البريطانية تحت قيادة هارولد بلاكهام في عام 1967 وأصبحت فيما بعد المملكة المتحدة الإنسانية في عام 2017.

### الإنسانية العلمانية
استُخدمت «الإنسانية» في ثلاثينيات القرن العشرين بشكل عام كمفهوم ديني من قبل الحركة الأخلاقية في الولايات المتحدة، ولم تكن محبذة بين غير المتدينين في بريطانيا. ومع ذلك «فقد برز الحس الفلسفي غير الديني للإنسانية تدريجيًا في بريطانيا من الحركة الأخلاقية، ومن تقارب الحركات الأخلاقية والعقلانية إذ سادَ هذا الحس بالإنسانية أخيرًا من خلال حركة الحرية الفكرية».
وأصبحت الإنسانية نفسها حديثة العهد تمامًا كحركة منظمة نشأت في جامعة شيكاغو في العشرينيات من القرن الماضي وأُعلنت في عام 1933 بنشر أول بيان إنساني. وتأسست الجمعية الإنسانية الأمريكية كمنظمة غير ربحية في ولاية إلينوي في عام 1943. وتأسس الاتحاد الدولي الإنساني والأخلاقي في عام 1952 عندما اجتمع حشد من الإنسانيين العالميين تحت قيادة السير جوليان هكسلي. وأخذت الجمعية الإنسانية البريطانية ذلك الاسم في عام 1967، ولكنها تطورت من اتحاد الجمعيات الأخلاقية التي أسسها ستانتون كويت في عام 1896.

## البيانات والإعلانات
جمّع الإنسانيون العديد من البيانات الإنسانية في محاولة لتوحيد الهوية الإنسانية.
أعلن الموقعون الأصليون لأول بيان إنساني في عام 1933 أنهم إنسانيون متدينون. لأن الأديان القديمة في وجهة نظرهم كانت تفشل في تلبية احتياجات عصرهم. وأعلن الموقعون في عام 1933 ضرورة إقامة دين بكونه قوة دينامية لتلبية احتياجات اليوم. ومع ذلك، فإن هذا «الدين» لم يعتنق أي ديانة ولم يؤمن بأي إله.
ومنذ ذلك الحين، كُتب بيانان إضافيان ليحلان محل البيان الأول. كان في مقدمة البيان الإنساني الثاني في عام 1973 تأكيد للمؤلفان بول كورتر وإدوين ويلسون على أن الإيمان والمعرفة ضروريان لرؤية مستقبلية تبعث على الأمل وأشار هذا البيان الثاني إلى مادة عن الدين ويذكر أن الدين التقليدي للولايات يمكن أن يُلحق الضرر بالبشرية. ويعترف البيان الثاني على المجموعات التالية لتكون جزءًا من فلسفته الطبيعية: الإنسانية «العلمية» و«الأخلاقية» و«الديمقراطية» و«الدينية» و«الماركسية».

## الاحتفالات الإنسانية
يحتفل بعض الإنسانيين بالعطلات الرسمية القائمة على أساس الدين مثل عيد الميلاد أو عيد الفصح ولكنها عطلات علمانية أكثر من أن تكون عطلات دينية. كما ويحتفل العديد من الإنسانيين أيضًا بالانقلاب الشتوي والصيفي الذي يتزامن الأول منه (في نصف الكرة الشمالي) عن كثب مع الاحتفال بأعياد الميلاد ذات التوجه الديني، والاعتدالات التي يرتبط بها الاعتدال الربيعي مع عيد الفصح المسيحي ومع كل مهرجانات التجديد الأخرى التي تستمر لفترة الربيع. والاعتدال الخريفي الذي يرتبط بمثل هذه الاحتفالات مثل عيد القديسيين ويوم جميع الأرواح، وتحتفل جمعية اليهودية الإنسانية بمعظم الأعياد اليهودية بطريقة علمانية.
وافق الاتحاد الدولي الإنساني والأخلاقي على اليوم الإنساني العالمي في تاريخ (21 يونيو)، ويوم داروين في تاريخ (12 فبراير)، ويوم حقوق الإنسان في تاريخ (10 ديسمبر)، ويوم هيومان لايت (النور البشري) في تاريخ (23 ديسمبر) على أنها أيام رسمية للاحتفال الإنساني رغم أنه لم يحددها عطلًا رسمية.
يؤدي المحتفلون (الموظفون) الإنسانيون في كثير من البلدان خدمات الاحتفالات لحفلات الزفاف والجنازات واحتفالات بلوغ سن الرشد والاحتفالات التي تأتي في سن الشيخوخة والطقوس الأخرى.

## البيانات الرسمية
هناك العديد من البيانات والإعلانات الإنسانية، تشمل ما يلي:
- البيان الإنساني الأول (عام 1933).
- البيان الإنساني الثاني (عام 1973).
- الإعلان الإنساني العالمي (عام 1980).
- الاتحاد الدولي الإنساني والأخلاقي IHEU الأدنى عن الإنسانية (عام 1996).
- الإنسانية: ماذا ولماذا ولأجل ماذا، في 882 كلمة (عام 1996).
- البيان الإنساني لعام 2000: دعوة لإنسانية كوكبية جديدة (عام 2000).
- التأكيدات الإنسانية: بيان المبادئ.
- إعلان أمستردام (عام 2002).
- الإنسانية وتطلعاتها.
- البيان الإنساني الثالث (الإنسانية وتطلعاتها) (عام 2003).
- بدائل للوصايا العشر.

## المنظمات المعنية
- الملحدين الأمريكيين.
- جمعية الإنسانية الأمريكية.
- الحركة الإشراقية.
- معسكر كويست.
- الحرم الجامعي لتحالف الحرية الفكرية.
- مركز التحقيق.
- تجمع المدينة لليهودية الإنسانية.
- لجنة التحقيق العلمي بالمطالبات المتعلقة بالظواهر الخارقة للطبيعة.
- مجلس الإنسانية العلمانية (كوديش سابقًا).
- مجلس الجمعيات الإنسانية الأسترالية.
- حركة الثقافة الأخلاقية.
- الاتحاد الإنساني الأوروبي.
- اتحاد الجمعيات العقلانية الهندية.
- مؤسسة التحرر من الدين.
- مؤسسة جيوردانو برونو.
- لجنة العمل السياسي للأمريكيين الملحدين.
- هيوماني (الجمعية الإنسانية لإيرلندا الشمالية).
- الجمعية الإنسانية لكندا.
- الجمعية الإنسانية لإيرلندا.
- الجمعية الإنسانية في اسكوتلندا.
- إنسانيو المملكة المتحدة.
- معهد الدراسات الإنسانية.
- الاتحاد الدولي الإنساني والأخلاقي.
- ملحدو الإنترنت.
- الجمعية العسكرية للملحدين والمفكرين الأحرار.
- المركز الوطني لتعليم العلوم.
- الجمعية النيوزيلندية للعقلانيين والإنسانيين.
- الملحدون الفليبينيون وجمعية الملحدين.
- كواكواتش (رقيب الدجالين).
- الكشافة للجميع.
- التحالف الطلابي العلماني.
- العلمانية ويب.
- سيدمينت (آيسلندا).
- جمعية المتشككين.
- جمعية اليهودية الإنسانية.
- الجمعية الإنسانية السويدية.
- الجمعية العالمية لما بعد الإنسانية.